# Phulbani
Phulbani, of Phulabani, is een stad en “notified area” in het district Kandhamal van de Indiase staat Odisha. 

## Demografie
Volgens de Indiase volkstelling van 2001 wonen er 33.887 mensen in Phulbani, waarvan 53% mannelijk en 47% vrouwelijk is. De plaats heeft een alfabetiseringsgraad van 76%. 